# Styx (album)
Styx, later omgedoopt tot Styx I is het debuutalbum van Styx uit Chicago. Het album is opgenomen in de Paragon Recording Studios aldaar. Styx haalde met dit album nog geen notering in de Amerikaanse albumlijst. De van de elpee afgehaalde single Best thing haalde een 82e plaats in de Billboard Hot 100. Het volgende album scoorde wat noteringen betreft veel beter.
Styx nam in Movement for the common man deels een titel over van de klassieke componist Aaron Copland, Fanfare for the common man, een trucje dat later door Keith Emerson werd herhaald. Op Styx twee speelt Dennis DeYoung overigens een stukje Johann Sebastian Bach.

## Musici
- John Curulewski – gitaar, zang en elektronica
- Dennis DeYoung - toetsinstrumenten, zang
- Chuck Panozzo – basgitaar
- John Panozzo – slagwerk en percussie
- James Young – gitaar, zang

## Muziek
| Nr. | Titel                                      | onderverdeling | Duur  |
| --- | ------------------------------------------ | --- | ----- |
| 1.  | Movement for the common man                | A.Children of the land ( Young ) B.Street collage ( Ryan) C.Fanfare for the common man ( Copland) D.Mother nature’s matinee ( Young,DeYoung) | 13:11 |
| 2.  | Right away (Paul Frank)                    | | 3:40  |
| 3.  | What has become between (Mark Gaddis)      | | 4:53  |
| 4.  | Best thing (Young, DeYoung)                | | 3:13  |
| 5.  | Quick is the beat of my heart (Lewis Mark) | | 4:49  |
| 6.  | After you leave me (George Clinton)        | | 4:00  |